# ラブ・シュプール
「ラブ・シュプール」は、1982年12月18日にキャニオン・レコード（現・ポニーキャニオン）からリリースされた、田原俊彦12作目のシングル。

## 背景
表題曲は、東宝配給映画『ウィーン物語 ジェミニ・YとS』の主題歌、カップリング曲の「双子座の恋人たち」は、同映画の挿入歌に起用された。1983年に発売された『TOSHI THE MOVIE』に、当シングル2曲と映画挿入曲「頬に風を感じて」が収録されている。

## 音楽性
「ラブ・シュプール」は、映画内では別アレンジ（間奏部分の符割りが異なる）のバージョンが使われている。加えて、「ラブ・シュプール」の歌詞には「ジェミニ 双子座の恋人達」、カップリング曲「双子座の恋人達」には「シュプール」という、両曲を連動させる歌詞がそれぞれ登場する。

## リリース
30万枚限定リリースで、通常の黒色のレコード盤ではなく、「ミルキーレコード」という名称の白いレコード盤でリリースされた。増産が無く、発売後即完売となった。また、この曲からレーベルがそれまでの『NAV』から『CANYON』に変更されている。

## ディスクジャケット
16ページにわたるブックレットになっており、映画のベストシーンが掲載されている。翌1983年に発売された『TOSHI THE MOVIE』の特典として、この「ラブ・シュプール」のブックレット型ジャケットが復刻。しかし、一部オリジナルのものとは、異なる部分があった。

## テレビ番組での披露
『ザ・ベストテン』（TBS系）では雪山がセットになったこともあり、歌の途中でバックダンサーと雪合戦をしあうシーンもあったが、イントロでロッジの表にいる多数の女性たちに雪玉を大量に投げ付けられたため歌えなかった。

## 収録曲
| 全作詞: 三浦徳子、全作曲: 筒美京平、全編曲: 大谷和夫。 |                      |          |            |      |
| #                                                      | タイトル             | 作詞     | 作曲・編曲 | 時間 |
| 1.                                                     | 「ラブ・シュプール」 | 三浦徳子 | 筒美京平   | 3:58 |
| 2.                                                     | 「双子座の恋人たち」 | 三浦徳子 | 筒美京平   | 3:47 |
| 合計時間:                                              | 合計時間:            | 7:45     |            |      |